# Biotin
Biotin (tudi kot vitamin H, biotin; koencim R, biopeiderm; kemijska formula B7 in C10H16N2O3S) je vodotopen vitamin B-kompleksa. Ima pomembno vlogo pri biokemiji človeškega organizma. Vključen je v prenos ogljikovega dioksida in je zato bistvenega pomena za metabolizem ogljikovih hidratov in maščob.
Pomemben je za ohranjanje zdravja znojnic, krvnih celic, živčnega tkiva, kože, las, moških spolnih žlez, kostnega mozga.
V nizkih koncentracijah ga najdemo v možganih, jetrih in mišičnem tkivu. V manjših količinah ga proizvajajo tudi črevesne bakterije, izloča se z urinom.
Je dokaj stabilen v prisotnosti toplote, svetlobe in kisika.

## Pomanjkanje
Pomanjkanje biotina je redko, razen v primeru pogostega uživanja velike količine surovega jajčnega beljaka. Le ta vsebuje beljakovine, ki blokirajo absorpcijo biotina. Genetska motnja pomanjkanja biotina, dojenčkov seboroični dermatitis, kirurška odstranitev želodca in prekomerno uživanje alkohola lahko povečajo potrebo osebe po biotinu. Pomanjkanje biotina lahko povzroči kožne izpuščaje, izgubo las, povišan holesterol in težave s srcem. Nevrološki simptomi pomanjkanja pri odraslih vključujejo depresijo, brezvoljnost, halucinacije, odrevenelost in mravljinčenje.

## Doziranje in uporaba
Trenutno niso potrjeni nobeni stranski učinki pri jemanju pripravkov z biotinom v količinah do 10 mg dnevno. Večji vnos je bil priporočen za zniževanje nivoja krvnega sladkorja pri diabetikih (5-150 mg/dan). Najbolj je učinkovit v kombinaciji z B-vitamini. Na voljo je v multivitaminskih/multimineralnih pripravkih ali kot samostojen produkt v obliki pastil, kapsul in tablet. Pripravki z biotinom naj bi pomagali pri težavah z aknami, ekcemi, krhkimi nohti, pleničnimi izpuščaji ali pri izpadanju las.